# منتخب أرمينيا تحت 17 سنة لكرة القدم
منتخب أرمينيا تحت 17 سنة لكرة القدم (بالأرمنية: Հայաստանի ֆուտբոլի Մ-17 հավաքական)‏ هو ممثل أرمينيا الرسمي في المنافسات الدولية في كرة القدم في فئة كرة قدم تحت 17 سنة للرجال، يديريه اتحاد أرمينيا لكرة القدم.